# Assan Jatta
Assan Jatta (Gâmbia, 15 de março de 1984) é um futebolista gambiano.